# Araneus gerais
Araneus gerais là một loài nhện trong họ Araneidae.
Loài này thuộc chi Araneus. Araneus gerais được Herbert Walter Levi miêu tả năm 1991.